# (18725) Atacama
Pour les articles homonymes, voir Atacama.
(18725) Atacama est un astéroïde de la ceinture principale découvert le 2 mai 1998 à Caussols par le projet ODAS. Il doit son nom au désert d'Atacama au Chili.
Sa désignation provisoire était 1998 JL3.